# Prêmio Nevanlinna
O Prêmio Rolf Nevanlinna é concedido a cada quatro anos no Congresso Internacional de Matemáticos, por contribuições relevantes sobre os aspectos matemáticos das ciências de informação, incluindo:
1. Todos os aspectos matemáticos da ciência da computação, incluindo teoria da complexidade, lógica das linguagens de programação, análise de algorítmos, criptografia, visão computacional, reconhecimento de padrôes, processamento de informações e modelagem da inteligência.
2. Computação científica e análise numérica. Aspectos computacionais da teoria de otimização e controle. Álgebra computacional.

O prêmio foi estabelecido em 1981 pelo comitê executivo da União Internacional de Matemática, sendo nomeado em homenagem ao matemático finlandês Rolf Nevanlinna, falecido um ano antes. O prêmio consiste em uma medalha de ouro e um prêmio monetário. Assim como a Medalha Fields, o prêmio é destinado a jovens matemáticos, sendo elegível apenas aquele que em 1 de janeiro do ano de concessão tenha menos de 40 anos de idade.
A medalha contém o perfil de Nevanlinna, o texto "Rolf Nevanlinna Prize", e no seu anverso escrito em letras miudas "RH 83". RH refere-se a Raimo Heino, projetista da medalha, e 83 sendo o ano de sua primeira cunhagem. No verso, duas figuras relativas à Universidade de Helsinque, financiadora do prêmio. O nome do laureado é gravado na borda da medalha.

## Laureados
| Ano  | Laureado           | Nacionalidade         |       |
| ---- | ------------------ | --------------------- | ----- |
| 1982 | Robert Tarjan      | Estados Unidos        |       |
| 1986 | Leslie Valiant     | Reino Unido           |       |
| 1990 | Alexander Razborov | Rússia                |       |
| 1994 | Avi Wigderson      | Israel                |       |
| 1998 | Peter Shor         | Estados Unidos        |       |
| 2002 | Madhu Sudan        | Índia/ Estados Unidos |       |
| 2006 | Jon Kleinberg      | Estados Unidos        |       |
| 2010 | Daniel Spielman    | Estados Unidos        | [ 3 ] |